# Det sande ansigt
Det sande ansigt är en dansk kriminalfilm från 1951 i regi av Bodil Ipsen och Lau Lauritzen jr.

## Utmärkelser
Filmen vann Bodilpriset för bästa danska film 1952.

## Rollista i urval
- Lau Lauritzen jr - Troels Rolff
- Johannes Meyer - Mikael Rolff
- Lisbeth Movin - Sonja
- Ib Schønberg - Redaktören
- Grethe Thordahl - Troels hustru
- Jørn Jeppesen - Anders Rolff
- Einar Juhl - Troels chef
- Emil Hass Christensen - Läkare
- Jakob Nielsen - Rörmokare
- Poul Müller - Troels kollega
- Carl Heger - Troels kollega
- Louis Miehe-Renard - Journalist
- Per Buckhøj - Kriminalkommissarie